# 심괄
심괄(중국어: 沈括, 1031년 ~ 1095년)은 중국 송나라의 대학자이다. 박학다식한 통섭 학자이다. 그는 수학자이자 공학자, 발명가, 천문학자, 기상학자, 지질학자, 생물학자, 약학자, 시인, 장군, 외교관, 수력학자, 정치가였다. 자는 존중(存中)이요, 호는 몽계장인(夢溪丈人)이었다.

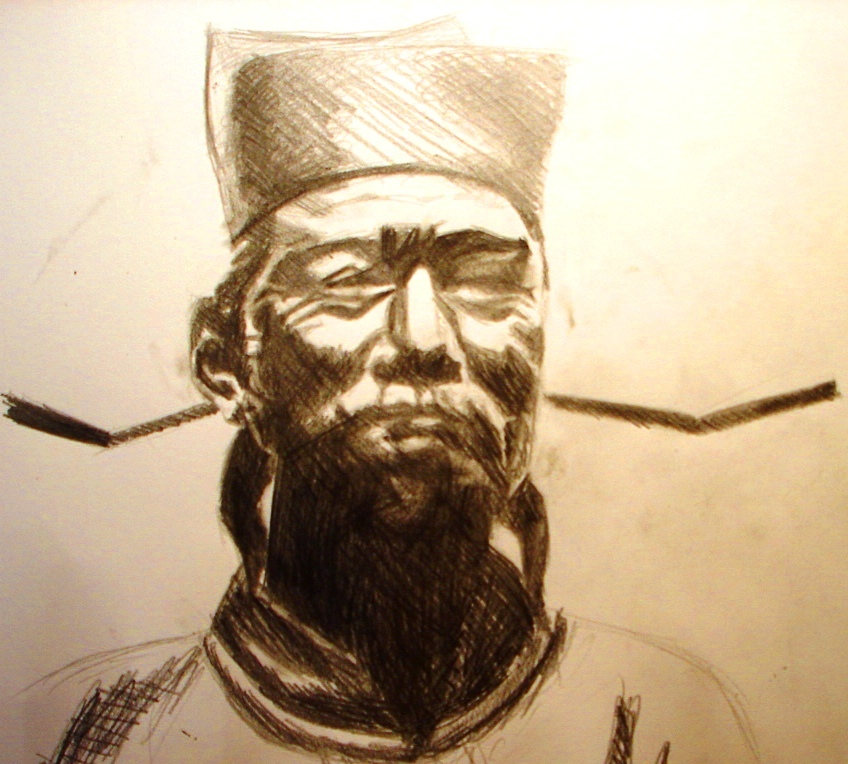
심괄

《몽계필담》(夢溪筆談), 의학서적 《양방》(良方) 등을 저술하였다.

## 출생
심괄은 지금의 항주 전당현 출생이다. 그의 아버지는 지방관리였던 심주(沈周)였고, 어머니는 허씨였다.

## 업적
심괄은 지방관리였던 그의 아버지를 따라 1054년 지방관으로 임명되었다. 1063년 진사로 임명된 그는 한양(漢陽)·고우(高郵)·소주·평천(平泉) 등 각지의 지방관으로 전전하였다. 왕안석이 변법(變法)운동을 일으켜 송나라의 개혁을 주도했을 때에는 재정과 경제 관계를 담당하는 자리인 권삼사사(權三司使)라는 직위에 있었다. 1074년 병기공장을 관리하는 판군기감(判軍器監)으로 있었을 때는 3가지 천문관련 장치 혼의, 부루(浮漏), 영표(影表)를 다시 만들어 임금에게 바쳤다. 1075년 송과 요나라가 분쟁에 말려들자 요나라에 사신으로 파견되었다. 이 때 요나라와 송나라의 국경선을 확정하는 담판에 참가한 그는 수십 권에 달하는 국경선 관련 자료를 수집했고 직접 현지 고찰을 진행했다. 그로 인해 요나라와 6차례 진행한 담판에서 송나라는 시종 주도권을 잡을 수 있었다. 또한 같은 해에 '봉원력(奉元曆)'을 만든 후 이를 다시 수정하여 사용하게 했는데 이 역법은 송나라 시기 16년간 사용되었다. 1076년 10월, 한림학사가 되었고, 1080년 부연로경락안무사(延路經略安撫使)로 임명되어, 군비를 정돈하고 서하의 침입을 막았다.
또한, 나침반의 원리를 처음 발견한 것으로도 유명하다.

## 저작
- 《우전오설(중국어 간체자: 圩田五说, 정체자: 圩田五說)》、《만춘우도기중국어 간체자: 万春圩图记, 정체자: 萬春圩圖記)》
- 《혼의의》(渾儀議)
- 《부루의》(浮漏議)
- 《경표의》(景表議)
- 《영진법》(營陣法)
- 《수령도》(守令圖)
- 《몽계필담(중국어 간체자: 梦溪笔谈, 정체자: 夢溪筆談)》、《속필담(중국어 간체자: 续笔谈, 정체자: 續筆談)》、《보필담(중국어 간체자: 补笔谈, 정체자: 補筆談)》
- 《몽계망부록(중국어 간체자: 梦溪忘怀录, 정체자: 夢溪忘懷錄)》
- 《장흥집(중국어 간체자: 长兴集, 정체자: 長興集)》
- 《소침량방(중국어 간체자: 苏沈良方, 정체자: 蘇沈良方)》
- 《남교식(南郊式)》
- 《역해(易解)》
- 《상복후전(중국어 간체자: 丧服后传, 정체자: 喪服後傳)》
- 《악론(중국어 간체자: 乐论, 정체자: 樂論)》,《악기도(중국어 간체자: 乐器图, 정체자: 樂器圖)》
- 《합문의지(중국어 간체자: 合门仪志, 정체자: 閤門儀志)》
- 《희녕상정제색인주료식(중국어 간체자: 熙宁详定诸色人厨料式, 정체자: 熙寧詳定諸色人廚料式)》
- 《희녕신수범녀도사급사식(중국어 간체자: 熙宁新修凡女道士给赐式, 정체자: 熙寧新修凡女道士給賜式)》
- 《제칙식(중국어 간체자: 诸敕式, 정체자: 諸敕式)》,《제칙경력식(중국어 간체자: 诸敕令格式, 정체자: 諸敕令格式)》,《제칙격식(중국어 간체자: 诸敕格式, 정체자: 諸敕格式)》
- 《사로도초(중국어 간체자: 使虏图钞, 정체자: 使虜圖鈔)》
- 《회산록(중국어 간체자: 怀山录, 정체자: 懷山錄)》
- 《천하군현도(중국어 간체자: 天下郡县图, 정체자: 天下郡縣圖)》
- 《청야록(중국어 간체자: 清夜录, 정체자: 清夜錄)》
- 《희녕봉원력경(중국어 간체자: 熙宁奉元历经, 정체자: 熙寧奉元曆經)》
- 《희녕봉원력립성(중국어 간체자: 熙宁奉元历立成, 정체자: 熙寧奉元曆立成)》
- 《희녕봉원력비초(중국어 간체자: 熙宁奉元历备草, 정체자: 熙寧奉元曆備草)》
- 《비교교식(중국어 간체자: 比较交食, 정체자: 比較交食)》
- 《희녕귀루(중국어 간체자: 熙宁晷漏, 정체자: 熙寧晷漏)》
- 《수성법식조약(중국어 간체자: 修城法式条约, 정체자: 修城法式條約)》
- 《다론(중국어 간체자: 茶论, 정체자: 茶論)》
- 《양방(良方)》
- 《영원방(중국어 간체자: 灵苑方, 정체자: 靈苑方)》
- 《집현원시(중국어 간체자: 集贤院诗, 정체자: 集賢院詩)》
- 《시화(중국어 간체자: 诗话, 정체자: 詩話)》